# John Flinders Petrie

{4,3,3}
Hipercubo
8 lados
V:(8,8,0)

John Flinders Petrie (26 de abril de 1907 − 1972) fue un matemático inglés, quien demostró una notable aptitud geométrica en su juventud. Cuando era un estudiante, conoció al gran geómetra Harold Scott MacDonald Coxeter, comenzando una amistad que mantuvieron de por vida. Colaboraron en el descubrimiento de los poliedros alabeados infinitos y de los poliedros alabeados (finitos) en la cuarta dimensión, análogos a los anteriores. Además de ser el primero en darse cuenta de la importancia del polígono alabeado que ahora lleva su nombre, todavía son apreciadas sus habilidades como dibujante.

## Biografía
Petrie nació el 26 de abril de 1907, en Hampstead, Londres. Era el único hijo varón del renombrado egiptólogo Sir William Matthew Flinders Petrie. Ya como estudiante mostró el notable potencial de sus capacidades matemáticas y su gran memoria visual, que su padre también mostraba, le permitía visualizar geometrías complejas. Mientras estudiaba en un internado, coincidió con Coxeter en un sanatorio mientras se recuperaba de una enfermedad leve, iniciándose una amistad que mantendrían a lo largo de sus vidas. Mirando un libro de texto de geometría con un apéndice sobre los poliedros platónicos, se preguntaron por qué solo había cinco y trataron de aumentar su número. Petrie comentó: ¿Qué tal si ponemos cuatro cuadrados en torno de una esquina? En la práctica, yacerían sobre un plano, formando un patrón de cuadrados que recubrirían el plano. Siendo ingenioso con las palabras, a esta disposición la llamó "tesseroedro"; llamando a la disposición semejante de triángulos, un “trigonoedro”.

### Poliedros alabeados regulares
Un día de 1926, Petrie le dijo a Coxeter que había descubierto dos nuevos poliedros regulares; infinitos, pero libres de “vértices falsos” (puntos distintos a los vértices, donde se encuentran tres o más caras, como los que caracterizan a los poliedros estrellados regulares): uno que consiste en cuadrados, seis en cada vértice y otro que consiste en hexágonos, cuatro en cada vértice, que forman una pareja dual o recíproca. A la objeción común de que no hay espacio para más de cuatro cuadrados en torno de un vértice, reveló el truco: permitir que las caras se dispongan arriba y abajo marcando un zigzag. Cuando Coxeter comprendió esto, mencionó una tercera posibilidad: hexágonos, seis en torno de un vértice, su propio dual. 
Coxeter sugirió un símbolo de Schläfli modificado, {l, m | n} para estas figuras, con el símbolo {l, m} implicando la figura de vértice, m l–gonos en torno de un vértice y agujeros n–gonales.  Entonces se les ocurrió que, a pesar de que los nuevos poliedros son infinitos, podrían encontrar poliedros finitos análogos adentrándose en la cuarta dimensión. Petrie citó uno que consiste en n2 cuadrados, cuatro en cada vértice. Llamaron a estas figuras “poliedros alabeados regulares”. Más adelante, Coxeter profundizaría en el tema.

### La universidad y el trabajo
Debido a que su padre pertenecía al University College de Londres, Petrie se matriculó en dicha institución, donde realizó sus estudios sin dificultades. Cuando estalló la Segunda Guerra Mundial, se alistó como oficial y fue capturado como prisionero por los alemanes, organizando un coro durante su cautiverio. Después de que terminara la guerra y fuera liberado, fue a Darlington Hall, una escuela en el suroeste de Inglaterra. Tuvo un trabajo banal, ejerciendo muchos años como maestro de escuela y al parecer nunca culminó su temprana capacidad matemática. Era uno de los tutores que atendían a los niños a los que les iba mal en la escuela. 

### El polígono de Petrie
Petrie seguía manteniendo correspondencia con Coxeter y fue el primero en notar que, entre las aristas de un poliedro regular, se puede distinguir un polígono alabeado formando un zigzag, en el que la primera y segunda son las aristas de una cara, la segunda y tercera son artistas de otra cara y así, sucesivamente. Se conoce este zigzag como “Polígono de Petrie” y tiene muchas aplicaciones. Se puede definir el polígono de Petrie de un poliedro regular como el polígono alabeado (cuyos vértices no yacen todos en el mismo plano) tal que cada dos lados consecutivos (pero no tres) pertenecen a una de las caras del poliedro.
Cada poliedro regular finito puede proyectarse de manera ortogonal sobre un plano de tal suerte que el polígono de Petrie se torna un polígono regular, con el resto de la proyección dentro de este. Estos polígonos y sus gráficas proyectadas son útiles en la visualización de la estructura simétrica de los politopos regulares de dimensiones superiores, los cuales son muy difíciles de concebir o imaginar sin esta ayuda.

### Habilidad para el dibujo
Sus habilidades como dibujante pueden apreciarse en un exquisito juego de dibujos del icosaedro estrellado, que proporciona gran parte de la fascinación del tan comentado libro al que ilustra. En otra ocasión, para explicar la simetría del icosaedro, Coxeter mostró una proyección ortogonal, representando 10 de los 15 círculos máximos como elipses. La difícil tarea de dibujo fue realizada por Petrie hacia 1932. Ahora destaca de forma prominente en la cubierta de un popular libro de matemáticas recreativas, aderezada con un toque de color. Se reporta que, en períodos de intensa concentración, podía contestar preguntas acerca de complicadas figuras de la cuarta dimensión “visualizándolas”.

### Últimos años de vida
Petrie se casó y tuvo una hija. A finales de 1972, su esposa sufrió un repentino ataque cardíaco y falleció. La extrañaba tanto y se encontraba tan distraído, que un día caminó hacia una autopista cerca de su casa y, al intentar cruzarla corriendo, fue atropellado por un coche. Murió en Surrey, a la edad de 64 años, apenas dos semanas después que su mujer. 